# Instabridge
É um aplicativo de smartphone que ajuda os usuários a encontrar e conectar a Wi-Fi dentro de um alcance. A rede é crowdsourced e conduzida pela comunidade, o que significa que seus usuários adicionam os WiFis à plataforma. Os usuários não são obrigados a compartilhar WiFis para poder utilizar o aplicativo, cada usuário opta por adicionar WiFis ou não.
Os tipos de WiFis disponíveis no Instabridge variam. Em sua maioria, são WiFis de restaurantes, bares, cafés, lojas, bibliotecas e locais públicos. Para poder se conectar a um WiFi no Instabridge, o usuário precisa estar ao alcance do WiFi. O aplicativo tem a função de localizar os locais na cidade onde o usuário pode se conectar a uma rede Wi-Fi e também detectar a sua velocidade e confiabilidade. Não é necessário para o usuário que se conecta com Instabridge digitar uma senha, a conexão é feita automaticamente quando ele detecta uma rede.
Fundada em 2012 por Niklas Agevik e Erik Tigerholm, a empresa sueca tem sua sede localizada em Estocolmo.
Atualmente, os maiores mercados da Instabridge são Brasil, México, Estados Unidos e Índia.[carece de fontes?]

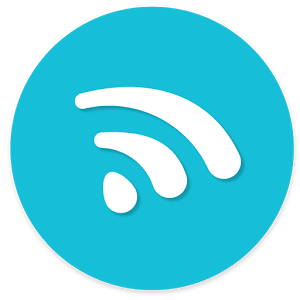